# Breathe (Kylie Minogue)
Breathe è un brano musicale della cantante australiana Kylie Minogue, pubblicato nel 1998 come singolo estratto dal suo sesto album in studio Impossible Princess. La canzone è stata scritta e prodotta da Kylie Minogue, Dave Ball e Ingo Vauk.

## Tracce
- "CD Single #1"

1. Breathe (Radio edit) — 3:39
2. Breathe (Tee's Freeze mix) — 6:59
3. Breathe (Nalin & Kane remix) — 10:11
4. Breathe (Album mix) — 4:38

- "CD Single #2"

1. Breathe (Radio edit) — 3:39
2. Breathe (Sash! Club mix) — 5:20
3. Breathe (Tee's Radio edit) — 3:29
4. Did It Again music video — 4:15